# Tricentra fumata
Tricentra fumata là một loài bướm đêm trong họ Geometridae.